# تورفين

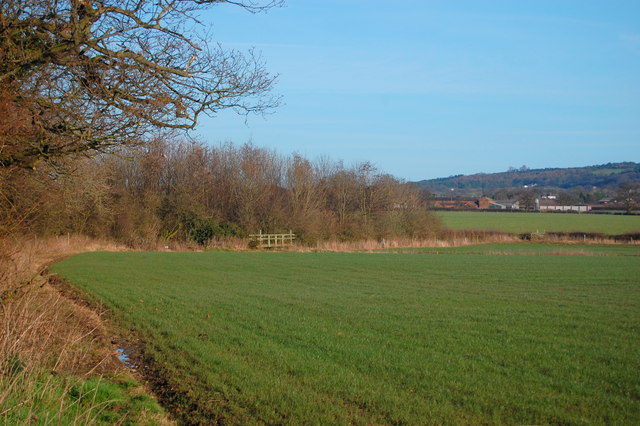
حزام أخضر يُحيط بتورفين.

تورفين هي بلدة تقع في منطقة تورفين في مقاطعة غونت في ويلز. ويوجد في مركزها التجاري بنايات حديثة. تورفين مدينة بريطانية يبلغ عدد سكانها 88,200 نسمة. وهي مقر الإدارة المحلية لمقاطعة غونت في ويلز. وتتولى مدينة بونتيبول إدارة هذه المنطقة. وتوجد فيها بلدتا بلينافون وكمبران وخططت كمبران بلدةً في عام 1949. وقديمًا كانت تورفين تُعتبر مركز هامًا وحيويًا في صناعة الحديد والصلب، أما الآن فهي تصنع الكوابح والملابس والزجاج الليفي، والزجاج والحليّ والأدوية والنسيج، وما زالت صناعة الصلب تحتل مكانًا مهمًا. ويعمل الكثير من أبناء تورفين في الشركات الهندسية. كما تمثل الصناعات القائمة على منتجات أشجار الغابات جانبا مهما من نشاط سكان الريف.